# Mary Mallon
Mary Mallon (Cookstown, 1869. szeptember 23. – North Brother Island, 1938. november 11.), történelmileg elterjedt gúnynevén Tífuszos Mary (Typhoid Mary) ír születésű, az Amerikai Egyesült Államokban dolgozó szakácsnő, aki azzal vonult be a történelembe, hogy a hastífusz betegség tünetmentes hordozójaként (az Amerikai Egyesült Államokban első ilyen azonosítottként) nem kevesebb mint 53 embert fertőzött meg a Salmonella typhi baktériummal, akik közül hárman meghaltak, miközben ő maga végig tünetmentes maradt. Miután munkájából adódóan rengeteg embert tett ki a fertőzésnek és nem volt hajlandó felhagyni a szakácsnői hivatással, a hatóságok kétszer kényszerítették karanténba, majd azt követően végül összesen három évtizedes elszigeteltséget követően halt meg tüdőgyulladásban.

## Élete

### Fiatalkora
1869. szeptember 23-án született a mai Észak-Írországhoz tartozó Cookstown településen. Vélhetően már tífuszosan jött világra, mivel édesanyja a terhessége idején fertőződött meg a betegséggel. Mallon 15 éves korában emigrált az Amerikai Egyesült Államokba, ahol a nagynénjénél és nagybátyjánál lakott, és előbb cselédként szolgált helyi családoknál, majd szakácsnőnek állt.

### Szakácsnőként
1900 és 1907 között Mallon New York városában dolgozott szakácsnőként, összesen nyolc család alkalmazásában, ezek közül hét családnál ütötte fel fejét a hastífusz. 1900-ban Mamaroneck településen dolgozott, ahol munkába állását követően két héten belül megjelent a hastífusz a helyi lakosok körében. 1901-ben Manhattanbe költözött, ahol az őt alkalmazó család tagjainál hamarosan láz és hasmenés jelentkezett, az ottani mosónő pedig meghalt. Mallon ezután távozott a családtól és egy ügyvédnek kezdett dolgozni, ahonnét szintén távozott, miután a háztartás nyolc tagja közül heten megbetegedtek.
1904-ben egy jómódú ügyvéd, Henry Gilsey bérelte fel őt. Egy héten belül a mosónő tífuszos lett, a hét cselédből pedig négyen estek ágynak. Gilsey családtagjait a megbetegedések nem érintették, mert külön részen éltek, szeparáltan a cselédjeiktől. A nyomozást vezető Dr. R. L. Wilson szerint a járványt a mosónő indította el, de ezt nem tudta bebizonyítani. A járvány kitörését követően Mallon azonnal távozott erről a helyről is, és Tuxedo Parkba költözött, ahol George Kessler alkalmazta. Két héttel később az itteni mosónő is tífuszos lett, akit a St. Joseph's Regional Medical Center kórházba szállítottak. Hosszú idő óta ő volt a környéken az első, aki tífusszal fertőződött meg.
1906 augusztusában Mallon a Long Island-i Oyster-öbölben vállalt munkát egy gazdag New York-i bankár, Charles Henry Warren családjánál. A család 1906 nyarán házat bérelt Oyster Bay-ben, Mallon pedig velük tartott. A szakácsnő többek között őszibarackkal díszített fagylaltot szolgált fel nekik. Augusztus 27. és szeptember 3. között a család tizenegy tagja közül hatan estek ágynak hastífusszal. A betegség akkoriban ritkaságnak számított arrafelé három ott dolgozó orvos szakvéleménye alapján is. A házigazda, mivel tudta hogy "tífuszosként" nem bérelhet házat, több független szakértőt is felbérelt, hogy találják meg a fertőzés eredetét. Vízmintát vettek többek között a vízvezetékből, a csaptelepekből, a toalettekből, valamint az emésztőgödörből is – mindegyik negatív lett a hastífuszra.

### A nyomozás
1906 végén Mallont Walter Bowen bérelte fel, aki a Park Avenue-n lakott családjával. 1907. január 23-án a cselédlányuk megbetegedett, hamarosan pedig Mallon előző munkaadója, Charles Warren egyetlen lánya tífuszos lett és meghalt. Ez az esemény segített beazonosítani Mary Mallont, mint a rejtélyes hastífuszos esetek forrását. George Soper járványkutató, korábbi katonaorvos, akit Warren bérelt fel az Oyster Bay-i eseményeket követően, ekkorra már dolgozott az ügyön, és megpróbálta kideríteni, mi okozhatta azt a különös jelenséget, hogy a hastífusz minden esetben jómódú családoknál ütötte fel a fejét – holott köztudott, hogy a kórokozó elsősorban szegény, ezáltal rossz higiéniás körülmények közt élő emberek körében terjed. Eleinte a helyi ehető kagylók okozta mérgezésre gyanakodott, ám később nyomozása során kiderítette, hogy egy ír szakácsnő, akinek a személyleírása minden esetben hasonló volt, az összes ügyben érintett volt. A szakácsnő hollétét azonban nem tudta beazonosítani, mert Mallon minden alkalommal gyorsan távozott az adott családtól a járvány kitörését követően, anélkül hogy megadta volna következő címét. Soper ekkor szerzett tudomást az éppen kialakuló tífuszjárványról a Park Avenue-n található apartmanban, és kiderítette, hogy Mallon a szakácsnőjük. A család két szolgálója kórházba került, míg lányuk belehalt a hastífuszba.
Soper Bowenék konyhájában találkozott először személyesen Mallonnal, ahol meggyanúsította a tífuszjárvány terjesztésével. Habár Soper visszaemlékezései szerint a legdiplomatikusabb módon kommunikált, a feldühödött szakácsnő egy húsvillával fenyegette meg őt. Miután Mallon mintát sem volt hajlandó adni, Soper elkezdte összegyűjteni az adatokat a szakácsnő korábbi öt évéről mint konyhai alkalmazott. Arra jutott, hogy a nyolc családból, amelyek alkalmazták Mallont, hét esetében ütötte fel a fejét a betegség. Ezek után Soper kiderítette Mallon barátjának tartózkodási címét, és itt hozott össze egy újabb találkozót. Magával vitte Dr. Raymond Hooblert azzal a céllal, hogy rábírja a szakácsnőt, adjon számára vér-, vizelet- és székletmintát. Mallon ismét nem működött együtt, szerinte a hastífusz általánosan elterjedt jelenség volt, és a szennyezett élelmiszerek és víz voltak a kiváltó okai. Fontos megjegyezni, hogy ebben az időben a tünetmentes, egészséges hordozók léte még az egészségügyi dolgozók előtt is ismeretlen tény volt.
Soper 1907. június 15-én publikálta nyomozásának eredményeit a The Journal of the American Medical Association orvosi szaklapban. Ezt írta:

„Kiderült, hogy a család augusztus 4-én cserélte le a szakácsot. Ez körülbelül három héttel a tífuszjárvány kitörése előtt történt. Az új szakácsnő, Mallon csupán rövid ideig maradt a családnál, és körülbelül három héttel a járvány kitörését követően távozott tőlük. Mallont magas, nagydarab, 40 év körüli, egyedülálló ír nőként írták le, aki tökéletesen egészségesnek látszott.”

### Az első karantén (1907–1910)

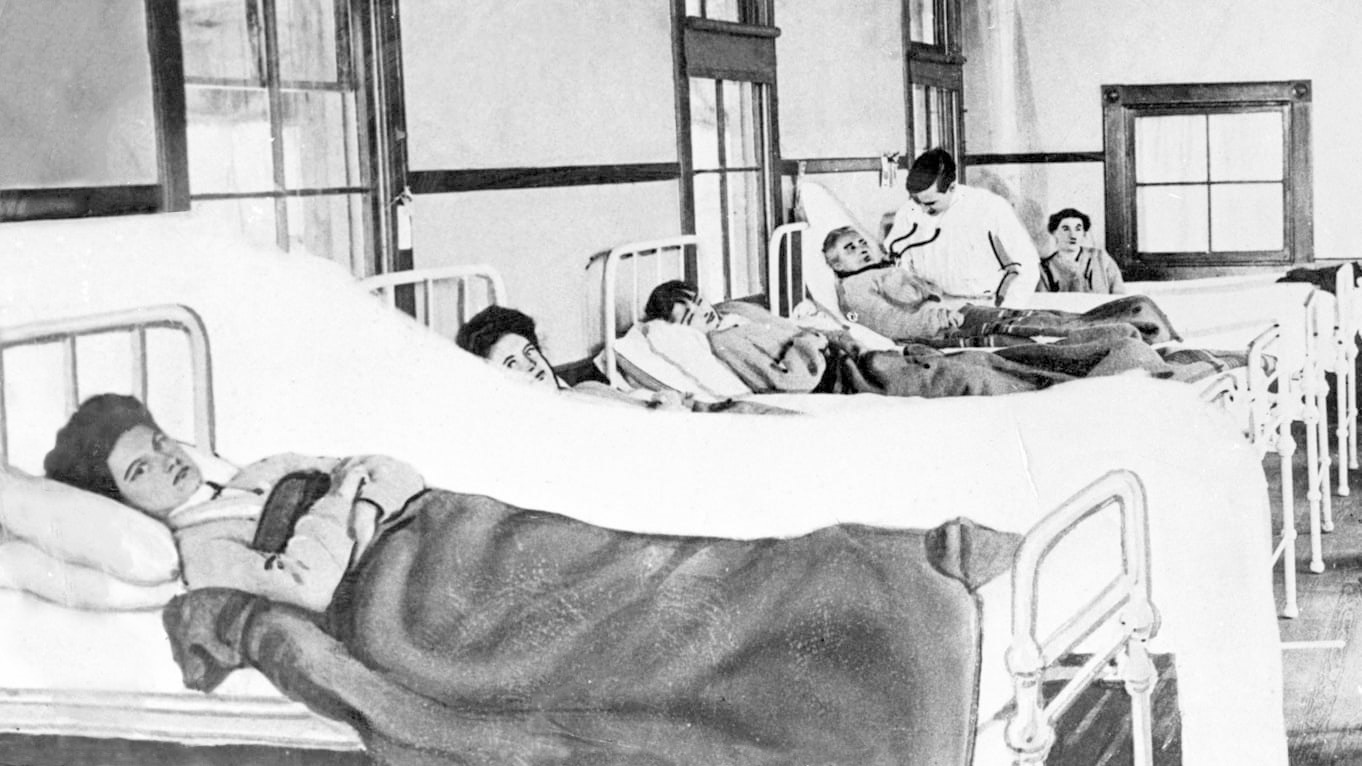
Mallon (előtérben) a Riverside klinika kórházi ágyán

Soper nyomozását követően értesítette a New York-i Egészségügyi Központot, akik (miután a szakácsnőt kivizsgálásra egy járványkórházba vitték) kiderítették, hogy Mallon a hastífusz hordozója. A New York-i közegészségügyi hatóság utasítására, a Greater New York Charter 1169-es és 1170-es bekezdésének értelmében Mallont letartóztatták mint a közegészségügyre veszélyes személyt. A szakácsnőt öt rendőrnek kellett a mentőautóba kényszerítenie, valamint Sara Josephine Baker doktornőnek, akinek egy ponton rá kellett ülnie Mallonra, hogy lefogja őt. A Willard Parker Hospital kórházba szállították, ahol elkülönítették és mintaadásra kötelezték. Négy napon keresztül még az ágyából sem kelhetett ki és a vécét sem használhatta egymaga. A székletmintájában talált nagyon magas kórokozóarány arra engedett következtetni, hogy a nő fertőzésének központja az epehólyagjában van. Kihallgatásakor Mallon elismerte, hogy szinte soha nem mosott kezet. Ez akkoriban egyébként nem volt ritka dolog, mivel még nem volt általánosan elfogadott a kórokozók terjedésének elmélete.
1907. március 19-én Mallont karanténfogságra ítélték a North Brother Island szigeten. Karanténja idején heti három alkalommal adott széklet- és vizeletmintát. A hatóságok szorgalmazták a nő epehólyagjának eltávolítását, de Mallon elutasította ezt, mivel nem ismerte el, hogy hordozója a kórnak. Abban az időben az epehólyag eltávolítása egyébként is veszélyes beavatkozásnak számított, a páciensek sok esetben nem élték túl a műtétet. Mallon emellett arra sem volt hajlandó, hogy feladja szakácsnői hivatását, amellyel több pénzt tudott keresni mint bármi mással. Nem volt saját otthona, mindig a szegénység határán tengődött.
Soper cikkének nyilvánosságra kerülését követően Mallon a sajtó érdeklődésének kereszttüzébe került, és ráragadt a Typhoid Mary (magyarul Tífuszos Mary) gúnynév. Később egy, a hastífuszt bemutató könyvben is "Typhoid Mary" néven hivatkoztak rá. Soper egyébként meglátogatta a szakácsnőt annak karanténja idején, és felajánlotta, hogy ha írhat egy könyvet a történetéről, akkor a nő részesülhet a jogdíjak egy részéből. Mallon dühösen utasította el az ajánlatot, és a mellékhelyiségbe zárkózott Soper távozásáig. Mallon gyűlölte a gúnynevét, és az ügyvédjének írt levelében ki is fejtette, „vajon mit szólna Dr. William H. Park (bakteriológus), ha a feleségét vagy őt magát úgy emlegetné a sajtó, mint "Tífuszos William Park".”
Nem minden orvosszakértő értett egyet ugyanakkor Mallon kényszerű elzárásával, Milton J. Rosenau és Charles V. Chapin szerint például elég lett volna ha a nő megfelelő felvilágosítást kap az állapotáról és arról, hogyan legyen tekintettel másokra, betartva az óvintézkedéseket, hogy ne fertőzzön meg további embereket. Mindketten szükségtelen és túl szigorú büntetésnek tartották a karantént. Mallon idegösszeroppanást kapott letartóztatása és kórházba szállítása után. 1909-ben megpróbálta beperelni a New York-i Egészségügyi Osztályt, de a New York-i Legfelsőbb Bíróság elutasította a keresetét és lezárta az ügyet. Ügyvédjének írt levelében Mallon arról panaszkodott, hogy kvázi egy "tengerimalacként'" kezelik őt. Továbbra is heti három mintát kellett adnia, de hat hónapig nem kereshetett fel szemészorvost, annak ellenére, hogy a szemhéja lebénult és kötést kellett rátennie éjszakánként. Kezelése meglehetősen hektikus volt: háromhónapos adagokban egy évig urotropint kapott, amely azzal fenyegetett, hogy tönkreteszi a veséit. Ezt később sörélesztőre és hexametilén-aminra cserélték, egyre növelt adagokban. Úgy tudatták vele, hogy a fertőzés előbb a béltraktusaiban található, később a bélizmaiban és csak végül mondták, hogy az epehólyagja fertőzött.
Mallon sohasem hitte el magáról, hogy hordozója a kórnak. Egy barátja segítségével több mintát is eljuttatott egy független New York-i laboratóriumnak – mind negatívan érkezett vissza hastífuszra. A North Brother Island-en töltött idő (1907 márciusa és 1909 júniusa közti időszak) alatti analízisának majdnem egynegyede szintén negatív teszteket produkált. 2 év és 11 hónap karantént követően Eugene H. Porter, a New York-i állami egészségügyi biztos úgy döntött, a betegségek hordozóit nem szükséges tovább karanténban tartani, és hogy Mallon szabadon bocsátható azzal a feltétellel, hogy beleegyezik hogy nem dolgozik többé szakácsnőként, és megtesz minden észszerű óvintézkedést a fertőzések elkerülése érdekében. 1910. február 19-én Mallon úgy nyilatkozott, hajlandó megváltoztatni a foglalkozását mint szakácsnő, és hajlandó írásos ígéretet (affidavit) tenni, hogy betartja a szükséges óvintézkedéseket azokkal szemben, akikkel kapcsolatba kerül. Ezt követően kiengedték a karanténból, és visszatérhetett a kontinensre.

### Szabadság és második karantén (1915–1938)

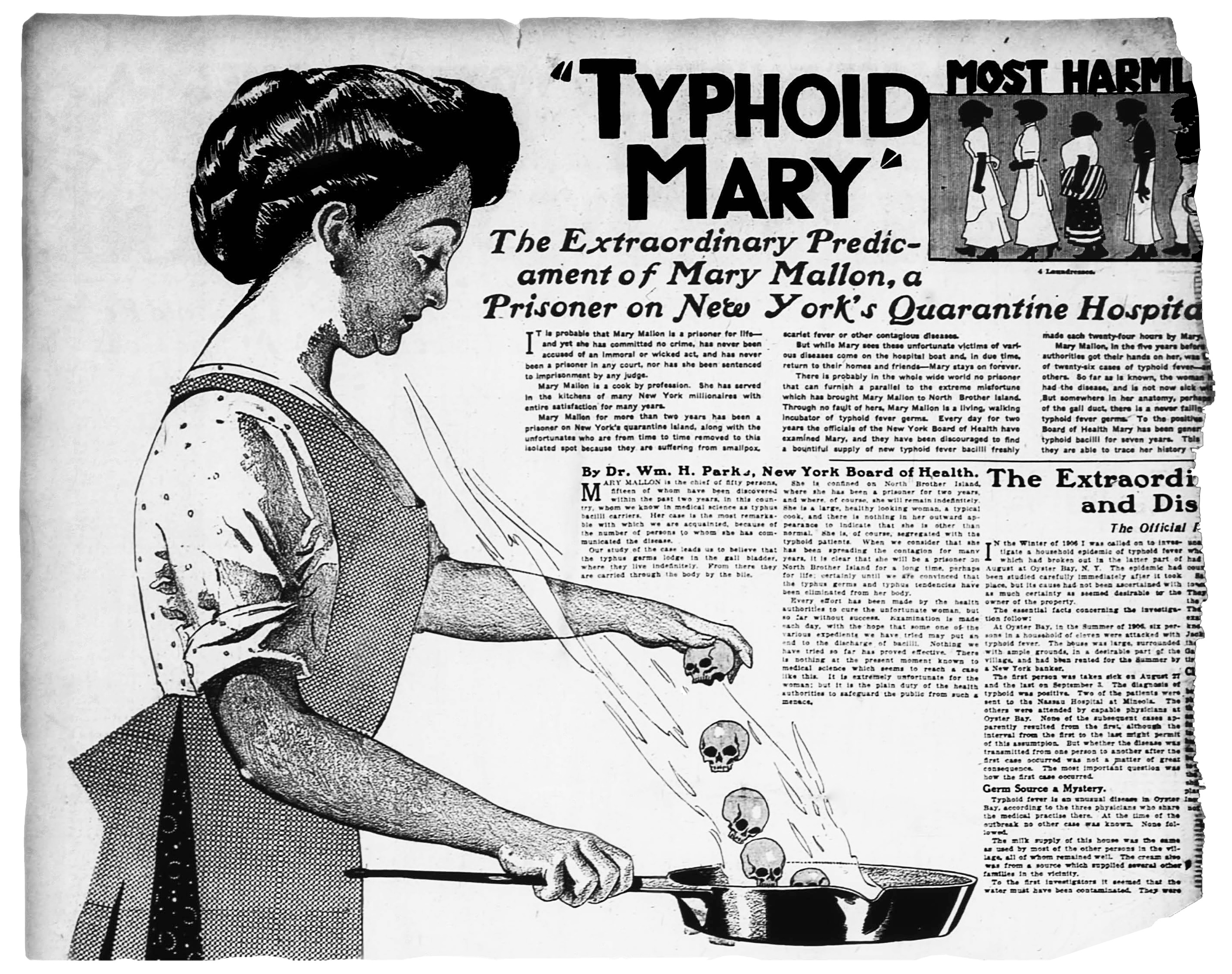
"Typhoid Mary" poszter

Szabadulását követően Mallon mosónőként kapott állást, ami azonban jóval kevesebbet fizetett, mint a főzés: 20 dollárt havonta, a szakácsnőként keresett havi 50 dollár helyett. Egy alkalommal megvágta a karját, amely elfertőződött, ez azt jelentette, hogy hat hónapig egyáltalán nem dolgozhatott.  Így néhány sikertelen évet követően ismét visszatért a főzéshez. Munkája során álneveket használt mint Breshof vagy Brown, és hivatalosan is munkát vállalt szakácsnőként, a hatóságok szigorú és egyértelmű utasításai ellenére. A jómódú családoknak alkalmazottakat kereső ügynökségek nem tudtak számára munkát biztosítani, így a "nyílt piac" irányába fordult: éttermi, kórházi és wellnessközpontokban található konyhákban kezdett dolgozni. Majdnem minden helyen, ahol megfordult, hastífuszjárvány tört ki. Soperék azonban hiába figyeltek fel erre, mivel Mallon gyakran váltogatta a munkahelyeit, nem tudtak ráakadni.
1915-ben Mallon a New York-i Sloane Hospital for Women kórházban kezdett dolgozni: hamarosan 25 ember fertőződött meg, ketten pedig meg is haltak. A vezető szülész, Dr. Edward B. Cragin értesítette Sopert, és megkérte hogy kezdjen nyomozásba az ügyben. Habár a szakácsnő hivatalosan "Mrs. Mary Brown"' néven volt bejelentve, Soper sikeresen azonosította Mallont az alkalmazottak személyleírásai és a szakácsnő kézírása alapján.
Mallon ugyan sikeresen megszökött, de a rendőrségnek sikerült megtalálnia és letartóztatnia őt, amikor ételt vitt egy barátjának Long Island-re. 1915. március 7-én Mallont visszavitték a North Brother Island-i karanténba.
A második karantén idején töltött életéről keveset tudni. Több mint 23 éven át maradt a szigeten, a hatóságok pedig egy privát egyemeletes házikót biztosítottak számára. 1918-ban engedélyezettek voltak számára az egynapos kirándulások a kontinens területére. 1925-ben egy Dr. Alexandra Plavska nevű orvos érkezett gyakorlatra a szigetre, aki a helyi kápolna második emeletén rendezett be egy laboratóriumot, és technikusi munkát ajánlott Mallon számára. A nő üvegeket mosott, felvételeket készített, és üvegeket készített elő a patológusok számára. Egy másik bentlakó visszaemlékezései alapján néha süteménysütéssel egészítette ki keresetét.

### Halála
Mallon életének hátralévő részét a North Brother Island-i Riverside Hospital kórházban töltötte. Halála előtt hat évvel gutaütést kapott. Ebből már sosem épült fel teljesen, fél teste lebénult. 1938. november 11-én, 69 éves korában tüdőgyulladásban elhunyt. Testét elhamvasztották, hamvait a Saint Raymond's Cemetery temetőben temették el, Bronxban. Temetésén kilenc ember vett részt.
Egyes források azt állították, hogy halála után is élő tífuszbaktériumokat találtak Mallon epehólyagjában. Soper szerint azonban a nőn nem végeztek boncolást, amely állítását más kutatók is alátámasztották, összeesküvés-elméletként beállítva a felvetést a kedélyek lehűtése végett.

## Öröksége

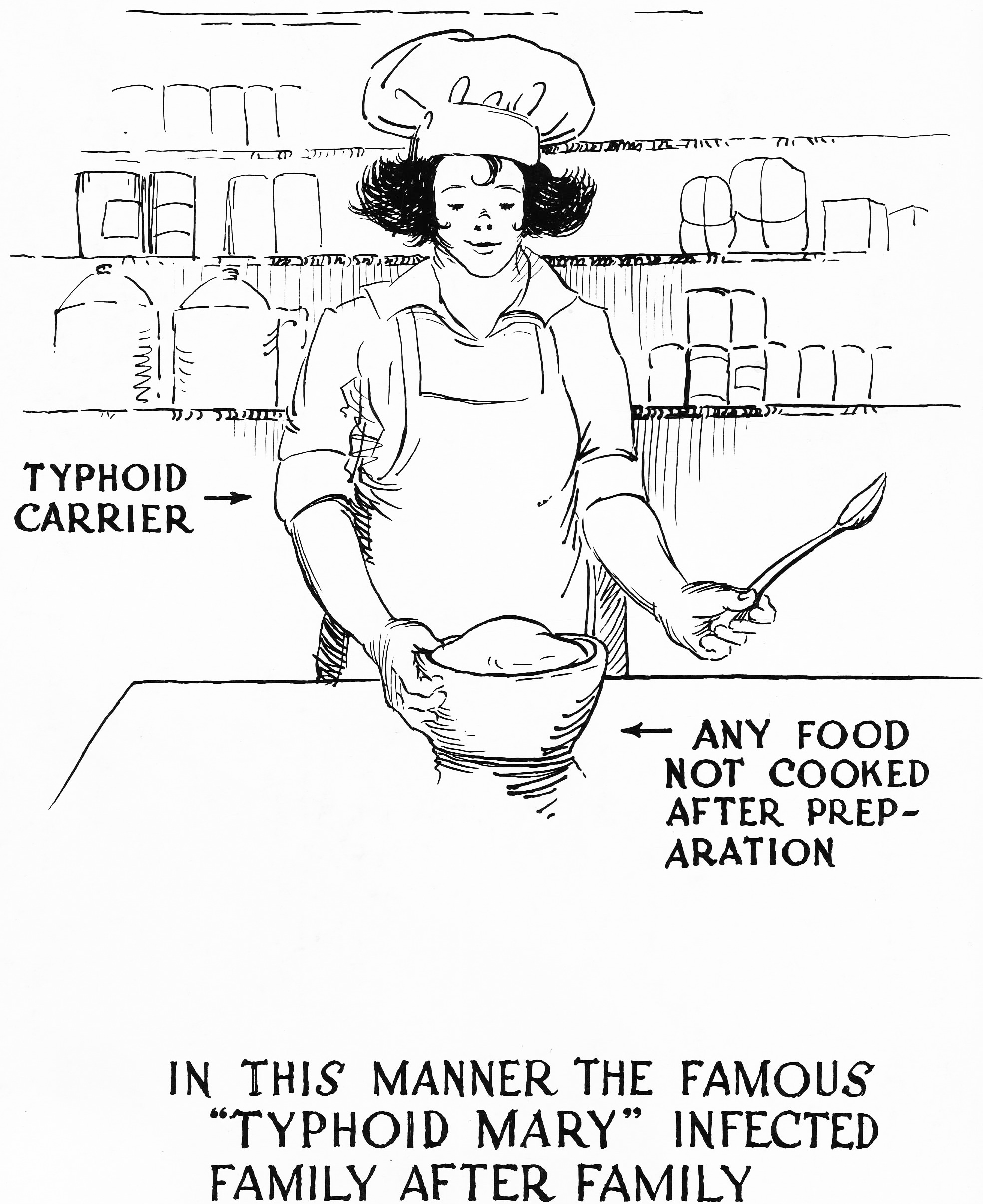
Történelmi plakát, amely a "Tífuszos Mary"-féle hozzáállás veszélyeire hívja fel a figyelmet

### Utóhatások és magyarázat
Az Annals of Gastroenterology 2013-as cikkében a szerzők a következőképpen foglalják össze Mallon sorsát:

„Mary Mallon története, akit megbélyegeztek akár egy leprást, adhat nekünk némi leckét arról, hogyan védjük meg a betegeket, és hogyan védhetjük meg magunkat a betegségektől... Mire Mallon meghalt, a New York-i hatóságok több mint 400 tünetmentes hordozót azonosítottak a Salmonella typhi kórokozóval fertőzve, mégsem zártak el senki mást erőszakkal vagy bélyegeztek meg senkit mint "nemkívánatos beteget".”

Mallon tevékenységének számlájára legalább három haláleset írható, ám mivel a hatóságok nem tudták őt rávenni az együttműködésre, a pontos számok ismeretlenek. Néhány becslés szerint a vele való érintkezés akár 50 ember halálához is vezethetett.
Mallon után más tünetmentes hordozókat is azonosítottak a 20. század első felében: ezek egyike Tony Labella, egy olasz bevándorló volt, aki becslések szerint több mint 100 fertőzésért és ebből 5 halálesetért volt felelős; egy másik az Adirondack-hegység idegenvezetője, akit "Tífuszos John"-nak kereszteltek el, ő a becslések alapján 36 embert fertőzött meg akik közül ketten haltak meg; illetve egy harmadik embert is nyilvántartanak – Alphonse Cotils egy étterem és egy pékség tulajdonosa volt.
A kor orvosi technológiája nem tett lehetővé kielégítő megoldást Mallon és sorstársai problémájára: még nem voltak antibiotikumok amelyek legyőzhették volna a betegséget, az epehólyag eltávolítása pedig életveszélyes, sokszor halálos kimenetelű beavatkozásnak számított. A modern szakértők szerint a hastífusz baktériuma sikeresen integrálódhat a makrofágokba, hogy ezután a belek nyirokcsomóiban vagy a lépben éljen tovább.
2001-ben az Amerikai Mikrobiológiai Társaság gyűlésén Dr. Angela Prouty, a Texasi Egyetem Egészségtudományi Központjának munkatársa jelentette be a felfedezést amire jutottak: a tífuszbaktérium képes megkapaszkodni az epeköveken és ott tovább szaporodni, egy vékony hártyával horgonyozva le magát. Mivel az epe az egyetlen olyan szerv, amelyben a hastífusz baktériuma úgy képes életben maradni, hogy a test többi részét nem betegíti meg, ez lehet a magyarázat arra, hogyan maradt Mallon végig tünetmentes, mialatt emberek tucatjait fertőzte meg. Mallon epehólyagjának eltávolításával a további fertőzések elkerülhetőek lettek volna.

### Erkölcsi és jogi kérdések
Mary Mallon esete volt az első a történelemben, hogy egy tünetmentes hordozó fertőzzön embereket, és ő volt az első ilyen, akit akarata ellenére elkülönítettek a hatóságok. Ügyének erkölcsi és jogi vonzatait a mai napig vitatják.

### A kultúrában
A modern köznyelvben a "Typhoid Mary" kifejezést használják olyan emberekre, akik akár tudatosan, akár tudtukon kívül betegségeket vagy más kellemetlen dolgokat terjesztenek.
Mallon történetének már-már városi legenda státusza inspirálta egy rapegyüttes, a "Hail Mary Mallon" nevét.

## Fordítás
- Ez a szócikk részben vagy egészben  a   Mary Mallon című angol Wikipédia-szócikk ezen változatának fordításán alapul.  Az eredeti cikk szerkesztőit annak laptörténete sorolja fel. Ez a jelzés csupán a megfogalmazás eredetét és a szerzői jogokat jelzi, nem szolgál a cikkben szereplő információk forrásmegjelöléseként.